# Coley-Gletscher
Der Coley-Gletscher ist ein 8 km langer Gletscher an der Ostküste der westantarktischen James-Ross-Insel. Er fließt unmittelbar nördlich des Kap Gage in den Erebus-und-Terror-Golf.
Der Falkland Islands Dependencies Survey (FIDS) nahm 1945 und 1953 Vermessungen des Gletschers vor. Das UK Antarctic Place-Names Committee benannte ihn am 4. September 1957 nach John Alan Coley (* 1929), meteorologischer Assistent des FIDS auf der Station in der Hope Bay in den Jahren 1952 und 1953.